# Nosok
Nosok (ros. Носок) – osiedle w Rosji, w Kraju Krasnojarskim, w tajmyrskim rejonie dołgano-nienieckim. W 2021 liczyło 1836 mieszkańców.